# Siège du château de Takamatsu
Le siège du château de Takamatsu (備中高松城の戦い) de 1582 est mené par Toyotomi Hideyoshi contre le château de Takamatsu contrôlé par le clan Mōri. Il détourne une rivière voisine avec des digues pour entourer et inonder le château, menant à une reddition relativement rapide. Il construit également des tours sur des barges à partir desquelles ses arquebusiers peuvent garder un roulement constant de tirs sans être eux-mêmes gênés par l'inondation. Tandis que la bataille se fait plus intense, la garnison reçoit des renforts des clans Mōri, Kikkawa et Kobayakawa et Hideyoshi demande de l'aide de son seigneur Oda Nobunaga. En réponse, Nobunaga envoie un contingent d'hommes à l'ouest pour qu'ils fassent route vers Takamatsu, tandis que lui-même s'arrête au Honnō-ji pour un temps ; pendant ce séjour, il est trahi et assassiné.
Hideyoshi apprend rapidement la mort de son seigneur lors de l'incident du Honnō-ji, ce qui l'encourage à accélérer la disposition des termes de la reddition. Shimizu Muneharu, le commandant du château, est contraint de se suicider à la vue de tous dans un bateau sur le lac artificiel créé par les inondations.

## Bibliographie

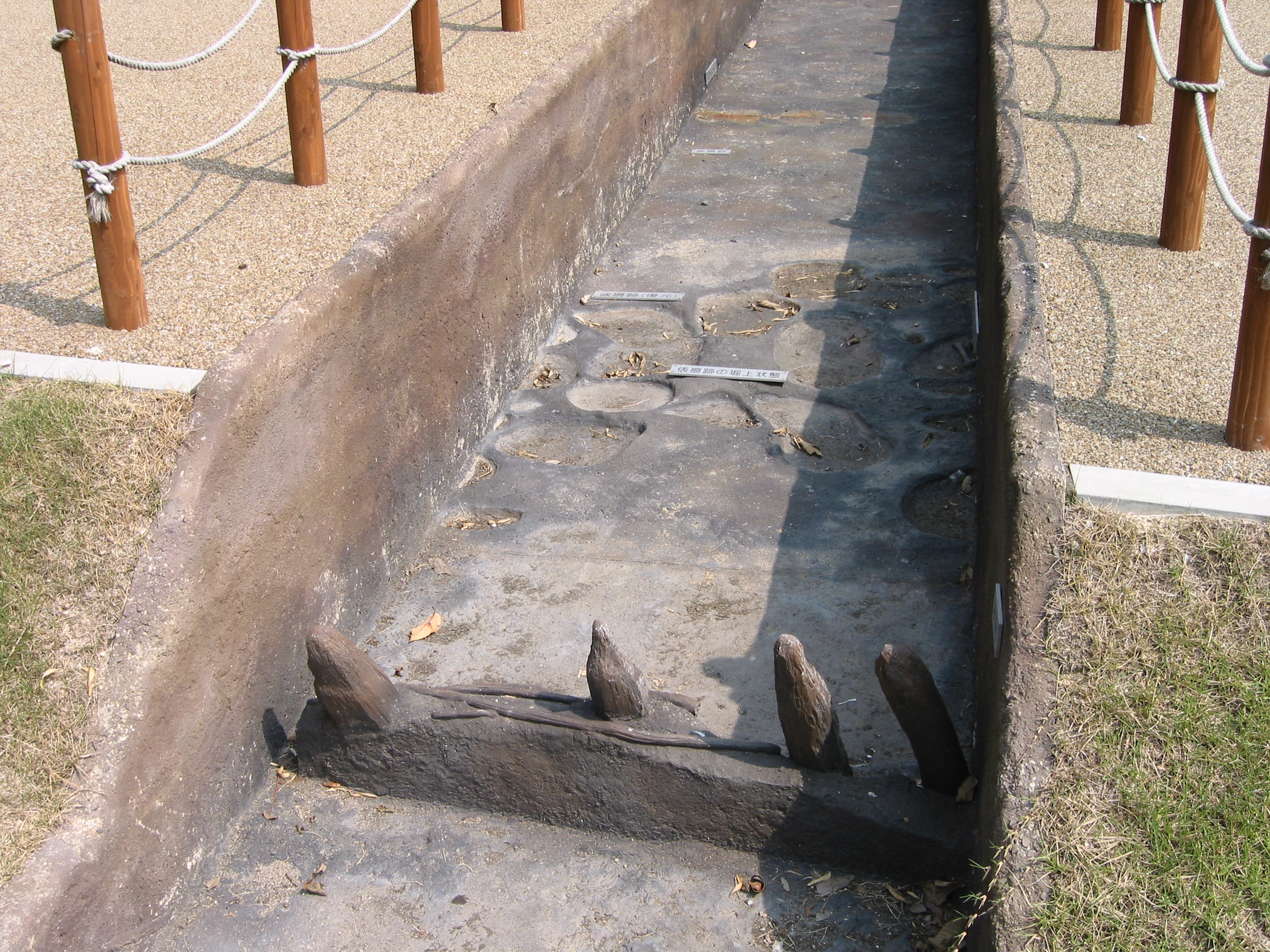
Partie dégagée de la base de la digue et du remblai construits par Toyotomi Hideyoshi durant son siège du château en 1582

## Source de la traduction
- (en) Cet article est partiellement ou en totalité issu de l’article de Wikipédia en anglais intitulé « Siege of Takamatsu » (voir la liste des auteurs).